# Friedrich Hufeland
Friedrich Gottlob Hufeland (* 18. Juli 1774 in Weimar; † 21. April 1839 in Berlin) war ein deutscher Arzt und Hochschullehrer.

## Herkunftsfamilie
Friedrich Hufeland war ein Sohn des Weimarer Hofrats und Leibarztes Johann Friedrich Hufeland (1730‒1787) und Enkel des Hofrats und Leibarztes Johann Christoph Hufeland (* 1695; † 25. Oktober 1767). Christoph Wilhelm Hufeland war ein älterer Bruder.

## Berufsgang
Nach dem Abitur in Weimar im Oktober 1792 studierte Friedrich an der Universität Jena Medizin und wurde dort 1797 zum Dr. med. promoviert. Danach war er in Weimar ab Mai 1799 als Arzt zugelassen. Dort wurde er am 22. August 1806 zum Hof-Medicus berufen, später auch zum Land-Physicus und Garnisonsarzt. Seine Habilitation erfolgte 1811 ebenfalls in Jena. Dort war Hufeland anschließend kurzzeitig Privatdozent und 1812 ebenfalls kurzzeitig außerordentlicher Professor der Medizin.
1812 siedelte Hufeland nach Berlin über. Dort wurde er ordentlicher Professor der Medizin am Medicinisch-chirurgischen Friedrich-Wilhelm-Institut sowie außerordentlicher Professor der Berliner Universität.

## Werke (Auswahl)
- Dissertatio inauguralis medica sistens pathologiae atque therapiae haemorrhagiarum adumbrationem. 17. Juli 1797. Jena. Digitalisat.
- Ausserordentliche Erhöhung der Sensibilität; ein Beitrag zu den Erfahrungen über Somnambulismus und thierischen Magnetismus. In: Archiv für die Physiologie, 6. Band, 1805, S. 225‒264.
- Ueber Sympathie. Weimar 1811. Digitalisat.

## Nachweise
1. ↑  Getauft am 20. Juli 1774 (Weimarische Wöchentliche Anzeigen vom 23. Juli 1774, S. 234).
2. ↑  Weimarische Wöchentliche Frag- und Anzeigen auf das Jahr 1765 vom 3. April, S. 105.
3. ↑  Beigesetzt am 16. März 1787, „57 Jahr alt“ (Weimarische Wöchentliche Anzeigen vom 17. März 1787, S. 86).
4. ↑  Hochfürstl. SachsenWeimar- und Eisenachischer Hof- und Address-Calender, auf das Jahr Christi 1766, S. 42.
5. ↑  Weimarische Wöchentliche Anzeigen vom 28. Oktober 1767, S. 338.
6. ↑  Schulfeierlichkeit in Weimarische Wöchentliche Anzeigen vom 6. Oktober 1792, S. 315.
7. ↑  Weimarische Wöchentliche Anzeigen vom 18. Mai 1799, S. 164; Hochfürstl. S. Weimar- und Eisenachischer Hof- und Addreß-Calender, auf das Jahr 1800, S. 48.
8. ↑  Weimarisches Wochenblatt vom 10. September 1806, S. 305; Herzoglich S. Weimar- und Eisenachischer Hof- und Adreß-Calender, auf das Jahr 1810, S. 186.
9. ↑  Herzoglich S. Weimar- und Eisenachischer Hof- und Adreß-Calender, auf das Schalt-Jahr 1812, S. 142.

| Personendaten    | Personendaten               |
| ---------------- | --------------------------- |
| NAME             | Hufeland, Friedrich         |
| ALTERNATIVNAMEN  | Hufeland, Friedrich Gottlob |
| KURZBESCHREIBUNG | deutscher Arzt              |
| GEBURTSDATUM     | 18. Juli 1774               |
| GEBURTSORT       | Weimar                      |
| STERBEDATUM      | 21. April 1839              |
| STERBEORT        | Berlin                      |